# Rakšianske rašelinisko
Rakšianske rašelinisko je zrušená národní přírodní rezervace v katastrálním území obce Rakša v okrese Turčianske Teplice v Žilinském kraji na Slovensku. Území bylo vyhlášeno v roce 1984 a jeho rozloha byla 5,53 hektaru. Předmětem ochrany byla vlhkomilná a slatinná společenstva s výskytem vzácných a chráněných druhů rostlin, typická pro Turčianskou kotlinu. Rezervace byla zrušena k 1. lednu 2024 a její území bylo začleněno do systému zón národního parku Velká Fatra.